# Pascal Chabot
Pour les articles homonymes, voir Chabot.
 (novembre 2024).
Pascal Chabot (né en 1973) est philosophe, conférencier et enseignant belge.

## Biographie
Après avoir étudié la philosophie à l’Université Panthéon-Sorbonne-Paris I et à l’Université libre de Bruxelles, et après avoir obtenu un DEA à l'Université de Liège, avec un travail portant sur Husserl, il consacre, à l'Université libre de Bruxelles, sa thèse de doctorat  à la pensée de Gilbert Simondon.
Il a été aspirant puis Chargé de Recherche au Fonds national de la recherche scientifique (FNRS 1997-2004).
Dans ses livres parus aux PUF, il s’empare d’une notion classique (le progrès, le travail, le système, la qualité, le temps, le sens…) et enquête pour savoir comment elle a été transformée par le contemporain.
En 2000, il a consacré la première thèse de doctorat au philosophe Gilbert Simondon.
En 2016, la pièce de théâtre philosophique ChatBot le robot met en scène une intelligence artificielle interrogée par des philosophes pour savoir si elle « pense ». En 2018, dans L’homme qui voulait acheter le langage, il interroge la manière dont les technologies modifient le lien entre langage et argent, ouvrant la voie aux analyses du « capitalisme linguistique ». 
Pascal Chabot a aussi collaboré avec des artistes. Pendant cinq ans, il a été conseiller artistique de la chorégraphe belge Michèle Noiret au Théâtre National de Bruxelles. Avec la photographe Sergine Laloux, il lui a consacré un livre, Territoires intimes. Michèle Noiret et la danse-cinéma. Il a écrit et co-réalisé un film sur Simondon avec le cinéaste et photographe François Lagarde : Simondon du désert. Avec le cinéaste Jérôme le Maire, il écrit et co-réalisé le film Burning-out. Dans le ventre de l’hôpital, couronné d’un Magritte. Plusieurs de ses pièces ont été jouées sur scène, avec comme interprètes notamment Robin Renucci, Patrick Brüll, Hélène Couvert et Yasmine Laassal. Il a lui-même créé et joué les Six jours dans la vie d’Aldous Huxley. Il a aussi collaboré avec l’écrivaine Caroline Lamarche et le photographe Gaël Turine dans le projet Traces, sur le Covid à l’hôpital. 
Depuis 2023, il est commissaire du festival de philosophie Les Rencontres inattendues à Tournai (Belgique).
Il enseigne la philosophie et les théories de la communication à l’IHECS (Institut des Hautes Etudes des Communications Sociales) à Bruxelles.

## Publications
- Un sens à la vie. Enquête philosophique sur l'essentiel (PUF, 2024)
- Six jours dans la vie d'Aldous Huxley (PUF, 2022)
- Avoir le temps. Essai de chronosophie (PUF, 2021)
- Traité des libres qualités (PUF, 2019)
- L'homme qui voulait acheter le langage (PUF, 2018)
- Exister, résister. Ce qui dépend de nous (PUF, 2017)
- ChatBot le robot. Drame philosophique en quatre questions et cinq actes (PUF, 2016)
- L'âge des transitions (PUF, 2015)
- Global burn-out (PUF, 2013)
- Les sept stades de la philosophie (PUF, 2011)
- Après le progrès (PUF, 2008 )
- La philosophie de Simondon (Vrin, 2003)

### Exister, résister(PUF, 2017)
Cet essai cherche à caractériser la situation contemporaine de l'existence au sein du technocapitalisme. Il pose, pour le dire dans les termes d'Olivier Pascal-Mousselard dans Telerama, "un regard lucide sur ce réel fluide et bigarré, en se demandant ce qui importe vraiment pour nous, individuellement et collectivement".

### L’âge des transitions(PUF, 2015)
Concernant cette transition démocratique, Thibault De Meyer a montré que "le concept de transition tel que le construit Chabot permettrait de décrire les nouveaux mouvements sociaux qui sont dispersés, souvent de petite ou moyenne taille et qui ne visent pas tant à renverser un pouvoir qu’à construire de meilleurs liens avec les différents êtres de la Terre, humains ou non humains".

### Global burn-out(PUF, 2013)
Selon Jérémie Rollot : "L’intérêt de l’ouvrage de P. Chabot est d’apporter un regard philosophique sur le burn-out, donc de le problématiser sous un angle nouveau : non simplement comme conséquence d’une fragilité individuelle, non uniquement comme résultant de pratiques managériales ou gestionnaires ; mais comme miroir d’une civilisation, d’une société."